# Výklenková kaple (Motol)
Výklenková kaple v Motole v Praze stojí severně od ulice Plzeňská mezi zámkem a Pivovarským rybníkem. Je chráněna jako nemovitá kulturní památka České republiky.

## Historie
Výklenková kaple pochází pravděpodobně z první poloviny 19. století.

## Popis
Průčelní fasáda kapličky má otevřený půlkruhový oblouk. Za ním je drobný prostor půlkruhové niky zaklenutý konchou. Oblouk v archivoltě je lemovaný profilovanou šambránou. Po stranách má toskánské pilastry, které nesou nad vlastním obloukem pás kladí s vlysovým pásem. Nad ním je průčelí zakončeno výrazným trojúhelným frontonem s obíhající profilovanou římsou.
V ploše tympanonu uprostřed je malba Božího oka, ze kterého vycházejí paprsky. Na vnitřní straně oblouku v průčelí se dochovaly prvky původních dekorativních maleb se středovým kruhovým motivem. Ve vlysovém pásu nad vstupem je nápis „Pane náš Bože dej nám své požehnání“.
Zdivo kapličky je kamenné, lomové, římsy jsou z předsazených opukových desek a v průčelí doplňky s cihelnými částmi. V ose niky při stěně se nachází nízká zděná mensa.